# Gears of War: Ultimate Edition
Gears of War: Ultimate Edition è un gioco sparatutto in terza persona, remake completo del primo capitolo della famosa serie videoludica di Gears of War. È il primo gioco del franchise non sviluppato dai ragazzi della Epic Games, bensì da The Coalition e pubblicato da Microsoft Game Studios. Gears of War: Ultimate Edition è disponibile nei negozi per Xbox One dal 25 agosto 2015 in USA e dal 28 agosto 2015 in Europa. è stata pubblicata una versione per il sistema operativo Microsoft Windows il 1º marzo 2016.

## Trama

### Atto 1: Ceneri
Il gioco comincia 14 anni dopo il giorno dell'emersione, conosciuto anche come l'E-day. Nella prigione di massima sicurezza di Jacinto, il soldato Dominic Santiago, soprannominato "Dom", arriva nel carcere in soccorso di Marcus Fenix, soldato anch'esso e amico di Dom. Grazie a Jack, un robot, Dom sblocca la porta della cella di Marcus e da l'equipaggiamento da guerra a quest'ultimo. I due respingono facilmente le numerose locuste che gli bloccano il percorso. Raggiunto il cortile della prigione, i due salgono su un King Raven, un elicottero dedito al soccorso militare, poco prima che un Corpser, una locusta simile ad un ragno che scava sottoterra, li attacchi, senza successo. Sul King Raven, il tenente Kim Minh Young dona a Marcus un fucile d'assalto Lancer, con baionetta a motosega, abbandonando il fucile d'assalto Hammerblust, usato dalle Locuste, mentre Anthony Carmine, un soldato semplice, riconosce Marcus come il soldato che combatté ad Aspro Phields, durante le guerre Pendulum, e lo idolatra. Ad una domanda di Marcus, Kim gli comunica che il colonnello Hoffman li aspetta. Arrivati in uno dei tanti insediamenti militari a Ephyra, Hoffman prende in giro Marcus, affermando che un traditore come lui non merita di indossare l'uniforme. Questo perché in una missione durante le guerre Pendulum, Marcus disobbedì agli ordini per salvare suo padre Adam Fenix, uno scienziato militare, ma senza successo, infatti suo padre apparentemente morì.
Hoffman spiega ai Gears, così chiamati i soldati quello che ha in mente: trovare il risonatore, una specie di marchingegno, e piazzarlo nelle gallerie delle locuste per poi azionare la detonazione: a seguito di essa, arriveranno dati sulle mappature sotterranee, che daranno il via per ttaccarle. Dopo una battaglia breve in cui muoiono due soldati semplici, Hoffman comunica alla squadra Delta, formata da Marcus, Dom, Kim e Carmine, di cominciare a muoversi per raggiungere la Dimora dei Sovrani, dove è rintanata la squadra Alpha, un'altra squadra i cui componenti sono in cerca di aiuto. La squadra Delta si incammina fino alla Dimora dei Sovrani, ormai in rovina. Qui, la squadra perde Carmine, ucciso da un colpo in testa da un cecchino delle Locuste, che viene subito ammazzato assieme ad altre locuste. Non riuscendo a portare con sé Carmine, Marcus, Dom e Kim proseguono, raggiungendo un soldato della squadra Alpha, allontanato dagli altri: Augustus Cole, soprannominato "The Train" per il suo talento nel Trashball, uno sport molto simile al Football Americano, che si unisce ai Delta, sostituendo Carmine. I quattro raggiungono finalmente alla Tomba degli Sconosciuti, dove Damon Baird, un soldato componente degli Alpha, piazza sulla schiena del suo migliore amico Cole il Risonatore.
Conclusa la missione, i Delta e gli Alpha aspettano un King Raven che li scorti alla base. Però i Nemacyst, spore volanti che escono dalla parte posteriore dei Seeder, incontrati in precedenza, colpiscono il Raven, che si schianta al suolo, e comincia una battaglia vera e propria: durante la battaglia, muoiono un soldato Alpha e Kim, che viene accoltellato da RAAM, un sergente delle locuste, dopo che il Gear aveva cercato di ucciderlo con la baionetta a motosega presente nel Lancer. Marcus assiste impotente alla scena e, assieme a Dom, Cole, Baird e Guyles, un Alpha, si insediano nella Dimora dei Sovrani, ma le locuste scatenano all'interno un Berserker, una locusta femmina ceca che si orienta solo con l'udito e con l'odore. Il Berserker raggiunge i Delta, uccidendo brutalmente Guyles e inseguendo i quattro rimasti. Dopo aver portato il Berserker con l'astuzia fuori dalla Dimora e dopo averla uccisa con il Martello dell'Alba, un'arma ad alta potenza che spara un raggio particellare che uccide rapidamente i nemici, che però funziona solo all'aperto, Hoffman promuove Marcus a sergente. Così, i Delta si incamminano verso la fabbrica Lethia Imulsion, dove si può piazzare il Risonatore, attraverso le miniere sotto di essa.

### Atto 2: Crepuscolo
Dom ha un piano: i Gears potrebbero raggiungere più velocemente la fabbrica di Imulsion con un Junker, cioè un veicolo militare grande e corazzato, in proprietà però di Franklin, capo di un gruppo di arenati locali. Tra una sparatoria e l'altra, i quattro raggiungono Franklin, che non è intenzionato a dare loro lo Junker, ma Dom lo costringe a dargli le chiavi ricordandogli che gli doveva un debito raccolto in passato. Franklin accetta, ma ad una condizione: Cole e Baird restano al campo dato che, come dice lui, "gli servono altre bocche di fuoco". Marcus e Dom si apprestano a raggiungere la stazione di Chaps, un vecchio arenato, il posto dove Franklin ha detto che si trova il Junker. Durante il viaggio, i due vengono ostacolati più volte: prima dalle locuste e poi, allo scendere della notte, dai Krill, una specie di pipistrelli sensibili alla luce che attaccano qualunque cosa ci sia nel buio, ecco perché Marcus e Dom sparano a dei barili di propano che possa illuminarli.
Dopo vari combattimenti, i due Gears raggiungono finalmente la stazione, chiamata affettuosamente da Chaps con il nome di "Laverne". Dopo una cruenta sparatoria, i Gears, assieme a Chaps, scappano da Laverne con il Junker, mentre quest'ultima prende fuoco, esplodendo e uccidendo le locuste presenti. I tre dovranno difendersi con la torretta UV dai continui attacchi dei Krill durante tutto il percorso per tornare nel campo, che nel mentre viene preso pesantemente di mira. Arrivati al campo, Marcus e Dom aiutano Baird e Cole a sconfiggere le locuste presenti per poi, finita l'ondata, raggiungere lo junker e dirigersi verso la fabbrica.

### Atto 3: Nella pancia della bestia
lo junker smette di funzionare proprio a qualche metro davanti alla fabbrica Lethia Emulsion, costringendo i gears ad avanzare a piedi. Durante il cammino, Marcus scorge degli abietti, locuste quadrupedi simili a ragni, già incontrati nell'atto 1, luminosi. Nel mentre, i quattro raggiungono l'ingresso della fabbrica, le quali porte sono troppo spesse per tagliarle con Jack, per questo i gears si dividono. Marcus e Dom vanno avanti, riuscendo ad entrare nella fabbrica tramite un'entrata secondaria, trovando all'interno un arenato che si unisce ai due per un breve periodo di tempo. I tre raggiungono una stanza la quale il pavimento è formato solo di sbarre di legno che, se cedessero, farebbero cadere i tre nelle grinfie degli abietti luccicanti sotto la struttura. l'arenato muore cadendo dopo che una sbarra cede, venendo divorato dagli abietti, costringendo Marcus e Dom ad avanzare lentamente verso un'altra stanza. il loro obiettivo è arrivare alla sala controllo dei carrelli, che li condurrà nel sottosuolo dove troveranno la stazione e piazzeranno il risonatore. dopo essersi ricongiunti con Cole e Baird, Marcus e Dom, salgono sui carrelli, che porta i quattro a dividersi nuovamente: questa volta Baird è con Marcus, che raggiungono, assieme agli altri due, le piattaforme che li conducono nel sottosuolo. Lì, Marcus avanza con Dom mentre Cole e Baird rimangono indietro dato il fatto che Cole porta il risonatore e per questo potrebbe venir colpito. Così, dopo vari conflitti, i due si trovano faccia a faccia con lo stesso corpser che aveva cercato di ucciderli nell'atto 1. Lo scontro dura pochi minuti dopo che Marcus lo attira su una piattaforma e la fa cadere sparando ai sostegni. Il corpser cade nell'imulsion e muore. Così, Marcus e Dom raggiungono gli altri due e arrivano finalmente nella stazione e, dopo averla ripulita, piazzano il risonatore e raggiungono la superficie. Dopo un attimo di pausa, Hoffman contatta Marcus, dicendogli che il risonatore non ha completamente schemato il sottosuolo, rivelando invece perdite su quasi tutta la rete. Così Baird mostra a Marcus un congegno che aveva trovato nel sottosuolo e dice che, mentre lo manometteva, si è aperto, rivelando i tunnel delle locuste. Anya, dopo aver detto a Baird di aver ragione, dice che i tunnel partono tutti dalla Barricata Est, un istituto, dove si trova anche la casa del padre di Marcus. Così, i gears si dirigono alla Barricata Est.

## Sviluppo
Nelle interviste durante la Comic-Con di San Diego i membri del team, che si sta occupando allo sviluppo del gioco, hanno dichiarato che ci sono voluti sedici/diciotto mesi per realizzare la rimasterizzazione di Gears of War: Ultimate Edition e sarebbe richiesto molto altro tempo per fare la stessa cosa per gli altri due capitoli della trilogia di Epic Games. In più la versione per PC non sarà un semplice porting da Xbox One e avrà opzioni e una qualità grafica maggiori rispetto alla versione per console. Questo lavoro è servito ai ragazzi di The Coalition per familiarizzare con il franchise prima di realizzare il quarto capitolo della saga di Gears of War.
I membri del team di sviluppo hanno avuto modo di migliorare la qualità finale del gioco grazie alla beta pubblica multiplayer.

## Migliorie e aggiunte
Gears of War di vecchia generazione ha subito una ricostruzione dal team The Coalition partendo da zero e adattandolo alla nuova generazione di console. Solo il gameplay e le meccaniche di gioco sono rimasti fedeli al gioco originale.

### Impianto tecnico
- Facendo uso del potente e modernissimo Unreal Engine 4.0 sono stati riprogettati i modelli poligonali, le texture, gli impatti di effetti e le scene di intermezzo. Quindi la grafica è stata completamente ricostruita e portata al suo massimo splendore con una risoluzione in alta definizione
- Musiche ed effetti sonori godono ora del 7.1 Dolby Surround
- La versione per Xbox One girerà a una risoluzione di 1080p e 60 fotogrammi al secondo nella modalità multiplayer, mentre durante il singleplayer verrà mantenuta l'impostazione di 1080p e 30 fotogrammi al secondo.
- La versione per Microsoft Windows beneficerà della risoluzione 4K, delle Directx 12, del framerate sbloccato e di altre feature del sistema operativo Windows 10

### Campagna e contenuti
- Ore di gioco in più alla storia per la versione Xbox One, con l'aggiunta dei cinque capitoli presenti finora solo per la versione PC del primo Gears of War
- Aggiunti gli extra tra cui filmati, bozzetti e fumetti sbloccabili durante il corso della campagna single-player

### Multiplayer
- In ogni copia del gioco sarà presente l'Early Access per accedere alla beta pubblica multiplayer di Gears of War 4
- Al lancio del prodotto saranno presenti 19 mappe multigiocatore e 8 modalità di gioco tra cui: 
  - Deathmatch a Squadre
  - Re della Collina
  - Zona di Guerra
  - Esecuzione
  - Blitz
  - Assassinio
  - Annex
  - Esecuzione Gnasher 2vs2
- Avrà un processo di progressione del giocatore adottato da Gears of War 3 per sbloccare 17 personaggi giocabili, skin per armi e altri contenuti extra per l'esperienza multigiocatore
- Le partite beneficeranno dei server dedicati

## Versioni
Le versioni del gioco che saranno rese disponibili nella vendita saranno:

### Standard
- Copia del gioco completo
- Accesso per la beta multiplayer di Gears of War 4
- 2 personaggi bonus giocabili nel multiplayer: Adam Fenix e Anya Stroud Civile
- Skin Imulsion per le armi

### Deluxe
- Copia del gioco completo
- Accesso per la beta multiplayer di Gears of War 4
- 10 skin animate per le armi
- 36 skin normali per le armi
- 2 personaggi bonus giocabili nel multiplayer: Marcus Fenix Civile e Aaron Griffin

### Bundle Xbox One a tema
- Xbox One 500GB
- Codice digitale per riscattare il gioco completo
- Accesso per la beta multiplayer di Gears of War 4
- Codice di prova Xbox Live 14 giorni
- 1 personaggio bonus giocabile nel multiplayer: Superstar Cole

PS: Prenotando la copia del gioco al Gamestop, si riceveranno due personaggi bonus da giocare nel multiplayer: il Savage Kantus e il Savage Grenadier Elite.